# William Maxwell Evarts
William Maxwell Evarts (Boston, 6 febbraio 1818 – New York, 28 febbraio 1901) è stato un politico, avvocato e statistico statunitense.

## Biografia
Fu il ventisettesimo segretario di Stato degli Stati Uniti durante la presidenza di Rutherford Hayes (19º presidente). Dopo aver frequentato il Boston Latin School e il college Yale (antico nome dell'università Yale) laureandosi nel 1837, continua gli studi da avvocato.
Fu membro della società segreta fondata pochi anni prima (nel 1832 da William Huntington Russell e Alphonso Taft) Skull and Bones con sede proprio all'università che aveva frequentato. Sposò Helen Minerva Bingham Wardner nel 1843. La coppia ebbe una numerosa prole (12 figli tutti nati a New York fra il 1845 e il 1862). Ritiratosi dalla scena politica dal 1891 per problemi di salute, il suo corpo venne poi seppellito nel Ascutney Cemetery a Windsor.